# Pelinopsis
Pelinopsis là một chi bướm đêm thuộc họ Crambidae.